# Gewichtheffen op de Olympische Zomerspelen 1904

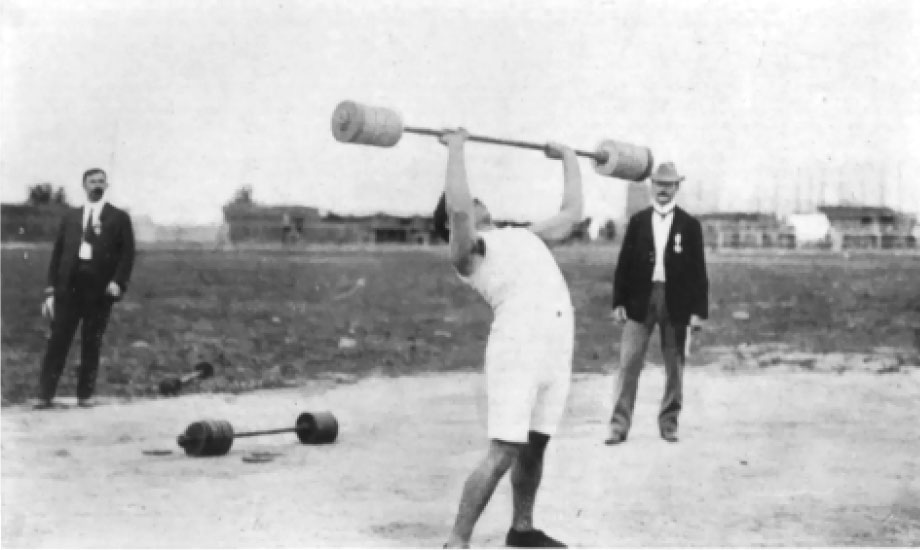
winnaar Perikles Kakousis

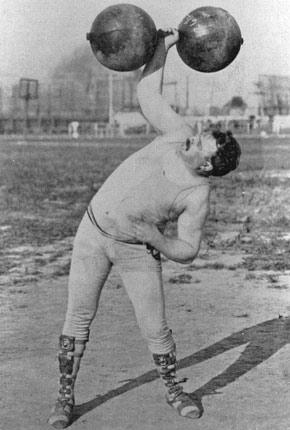
Frederick Winters

Gewichtheffen is een van de sporten die beoefend werden tijdens de Olympische Zomerspelen 1904 in St. Louis.

## Heren

### eenhandig (10 halteroefeningen)
| rang   | sporter(s)        | land | punten |
| ------ | ----------------- | ---- | ------ |
| Goud   | Oscar Osthoff     | USA  | 48     |
| Zilver | Frederick Winters | USA  | 45     |
| Brons  | Frank Kungler     | USA  | 10     |

### tweehandig
| rang   | sporter(s)        | land | gewicht   |
| ------ | ----------------- | ---- | --------- |
| Goud   | Perikles Kakousis | GRE  | 111.70 kg |
| Zilver | Oscar Osthoff     | USA  | 84.37 kg  |
| Brons  | Frank Kungler     | USA  | 79.61 kg  |
| 4      | Oscar Olson       | USA  | 67.81 kg  |

## Medaillespiegel
| rang   | land             | goud | zilver | brons | totaal |
| ------ | ---------------- | ---- | ------ | ----- | ------ |
| 1      | Verenigde Staten | 1    | 2      | 2     | 5      |
| 2      | Griekenland      | 1    | 0      | 0     | 1      |
| totaal | totaal           | 2    | 2      | 2     | 6      |

Athene 1896 · 
St. Louis 1904 · 
Antwerpen 1920 · 
Parijs 1924 · 
Amsterdam 1928 · 
Los Angeles 1932 · 
Berlijn 1936 · 
Londen 1948 · 
Helsinki 1952 · 
Melbourne 1956 · 
Rome 1960 · 
Tokio 1964 · 
Mexico-stad 1968 · 
München 1972 · 
Montréal 1976 · 
Moskou 1980 · 
Los Angeles 1984 · 
Seoel 1988 · 
Barcelona 1992 · 
Atlanta 1996 · 
Sydney 2000 · 
Athene 2004 · 
Peking 2008 · 
Londen 2012 · 
Rio de Janeiro 2016 · 
Tokio 2020 · 
Parijs 2024 · 
Los Angeles 2028 
Medaillewinnaars
Atletiek · Basketbal (demonstratie) · Boksen · Boogschieten · Gewichtheffen · Golf · Lacrosse · Roeien · Roque · Schermen · Schoonspringen · Tennis · Touwtrekken · Turnen · Voetbal · Waterpolo · Wielersport · Worstelen · Zwemmen